# Das sprechende Buch
Das sprechende Buch war eine Jugendbuchreihe aus dem Tessloff Verlag in den 1970er Jahren. In jede Veröffentlichung war ein kleiner, über einen aufziehbaren Gummizug mechanisch betreibbarer Schallplattenspieler eingebaut, der eine beigelegte Schallplatte abspielen konnte.
Aus der Reihe erschienen vier verschiedene Publikationen mit märchenhaften Geschichten wie Die Bremer Stadtmusikanten (Band 1 der Reihe), Die goldene Gans (Band 2, 1974), Das sprechende Meerhäschen (Band 3, 1974) und Die weisse Katze (Band 4, 1974).